# Esqui cross-country nos Jogos Paralímpicos de Inverno de 2018 - 20 km masculino
As provas de 20 km livre masculino do esqui cross-country nos Jogos Paralímpicos de Inverno de 2018 foram disputadas no Centro de Biatlo Alpensia, em Daegwallyeong-myeon, Pyeongchang, em 12 de março. A prova de 20 km ocorreu para atletas que competem em pé e deficientes visuais.

## Medalhistas
| Medalha | Atletas em pé       | Deficientes visuais                          |
| ------- | ------------------- | -------------------------------------------- |
| Ouro    | UKR Ihor Reptyukh   | CAN Brian McKeever / Graham Nishikawa (guia) |
| Prata   | FRA Benjamin Daviet | BLR Yury Holub / Dzmitry Budzilovich (guia)  |
| Bronze  | NOR Håkon Olsrud    | FRA Thomas Clarion / Antoine Bollet (guia)   |

## Resultados

### Atletas em pé
| Pos. | Bib | Atleta                 | Tempo real | Tempo calculado | Diferença |
| ---- | --- | ---------------------- | ---------- | --------------- | --------- |
| 01 ! | 17  | UKR Ihor Reptyukh      | 46:44.6    | 44:52.4         | —         |
| 02 ! | 18  | FRA Benjamin Daviet    | 51:26.7    | 46:48.9         | +1:56.5   |
| 03 ! | 15  | NOR Håkon Olsrud       | 49:08.5    | 47:10.6         | +2:18.2   |
| 4    | 12  | KAZ Alexandr Gerlits   | 50:25.7    | 47:54.4         | +3:02.0   |
| 5    | 16  | POL Witold Skupień     | 55:44.1    | 49:02.8         | +4:10.4   |
| 6    | 7   | GER Steffen Lehmker    | 51:33.7    | 49:30.0         | +4:37.6   |
| 7    | 13  | UKR Serhii Romaniuk    | 52:51.7    | 50:44.8         | +5:52.4   |
| 8    | 10  | GER Alexander Ehler    | 52:20.1    | 50:45.9         | +5:53.5   |
| 9    | 11  | JPN Taiki Kawayoke     | 57:57.1    | 50:59.8         | +6:07.4   |
| 10   | 5   | CHN Ma Mingtao         | 57:59.1    | 51:01.6         | +6:09.2   |
| 11   | 2   | CHN Wang Chenyang      | 58:26.3    | 51:25.5         | +6:33.1   |
| 12   | 4   | KOR Kwon Sang-hyeon    | 55:35.0    | 53:21.6         | +8:29.2   |
| 13   | 14  | CHN Du Haitao          | 1:01:59.4  | 54:33.1         | +9:40.7   |
| 14   | 3   | SUI Luca Tavasci       | 57:10.0    | 54:52.8         | +10:00.4  |
| 15   | 6   | CHN Wu Junbao          | 1:02:40.2  | 55:09.0         | +10:16.6  |
| 16   | 9   | MGL Ganbold Batmunkh   | 58:27.4    | 55:32.0         | +10:39.6  |
| 17   | 1   | ITA Cristian Toninelli | 1:02:03.7  | 59:34.8         | +14:42.4  |
| 18   | 8   | KAZ Alexandr Kolyadin  | 1:02:27.1  | 1:00:34.7       | +15:42.3  |

### Deficientes visuais
| Pos. | Bib | Atleta                                   | País               | Tempo real | Tempo calculado | Diferença |
| ---- | --- | ---------------------------------------- | ------------------ | ---------- | --------------- | --------- |
| 01 ! | 33  | Brian McKeever Guia: Graham Nishikawa    | CAN Canadá         | 46:02.4    | 46:02.4         | —         |
| 02 ! | 30  | Yury Holub Guia: Dzmitry Budzilovich     | BLR Bielorrússia   | 47:07.5    | 47:07.5         | +1:05.1   |
| 03 ! | 31  | Thomas Clarion Guia: Antoine Bollet      | FRA França         | 53:52.3    | 47:24.4         | +1:22.0   |
| 4    | 34  | Zebastian Modin Guia: Johannes Andersson | SWE Suécia         | 53:57.4    | 47:28.9         | +1:26.5   |
| 5    | 32  | Jake Adicoff Guia: Sawyer Kesselheim     | USA Estados Unidos | 49:43.0    | 49:43.0         | +3:40.6   |
| 6    | 28  | Oleksandr Kazik Guia: Sergiy Kucheryaviy | UKR Ucrânia        | 58:23.4    | 51:23.0         | +5:20.6   |
| 7    | 27  | Anthony Chalençon Guia: Simon Valverde   | FRA França         | 59:25.1    | 52:17.3         | +6:14.9   |
| 8    | 29  | Eirik Bye Guia: Arvid Nelson             | NOR Noruega        | 53:18.2    | 53:18.2         | +7:15.8   |
| 9    | 26  | Piotr Garbowski Guia: Jakub Twardowski   | POL Polônia        | 53:46.4    | 53:46.4         | +7:44.0   |
| 10   | 25  | Inkki Inola Guia: Vili Sormunen          | FIN Finlândia      | 54:10.5    | 54:10.5         | +8:08.1   |
| 11   | 23  | Kairat Kanafin Guia: Anton Zhdanovich    | KAZ Cazaquistão    | 56:30.4    | 55:56.5         | +9:54.1   |
| 12   | 21  | Rudolf Klemetti Guia: Jaakko Kallunki    | FIN Finlândia      | 58:05.6    | 58:05.6         | +12:03.2  |
| 13   | 22  | Ŀukasz Kubica Guia: Wojciech Suchwałko   | POL Polônia        | 1:01:13.9  | 1:01:13.9       | +15:11.5  |
| —    | 24  | Mikita Ladzesau Guia: Aliaksei Lukyanau  | BLR Bielorrússia   | DNF        | DNF             | DNF       |

Legenda
| Recorde mundial      | Recorde mundial (World record)               |                       | Recorde africano                      | Recorde africano (African) |                                           | Q | Classificado por posição (Qualified) |
| Recorde paralímpico  | Recorde paralímpico (Paralympic record)      | Recorde da América    | Recorde da América (Americas)         | q                          | Classificado por melhor tempo (Qualified) |   |                                      |
| Melhor marca do ano  | Melhor marca do ano (World leading)          | Recorde asiático      | Recorde asiático (Asian)              | DNS                        | Não largou (Did not start)                |   |                                      |
| Recorde nacional     | Recorde nacional (National record)           | Recorde europeu       | Recorde europeu (European)            | DNF                        | Não terminou (Did not finish)             |   |                                      |
| Recorde pessoal      | Recorde pessoal do atleta (Personal best)    | Recorde da Oceania    | Recorde da Oceania (Oceania)          | DSQ / DQ                   | Desclassificado (Disqualified)            |   |                                      |
| Recorde da temporada | Recorde da temporada do atleta (Season best) | Recorde sul-americano | Recorde sul-americano (South America) | NM                         | Sem marca (No mark)                       |   |                                      |

### Esqui cross-country
| Penalizado com cartão amarelo | Penalizado com o cartão amarelo (Yellow card)                                           |  |  |  |
| LL                            | Classificado por tempo (Lucky loser)                                                    |  |  |  |
| PF                            | Vencedor definido por photo finish (Photo finish)                                       |  |  |  |
| LAP                           | Ultrapassado pelo líder (Lapped)                                                        |  |  |  |
| DQB                           | Desclassificado por conduta antidesportiva (Disqualified for unsportsmanlike behaviour) |  |  |  |
| RAL                           | Ranqueado como último (Ranked as last)                                                  |  |  |  |